# Karataş (district)
Karataş is een Turks district in de provincie Adana en telt 22.098 inwoners (2017). Het district heeft een oppervlakte van 907,0 km². Hoofdplaats is Karataş.
De bevolkingsontwikkeling van het district is weergegeven in onderstaande tabel.
| 1997   | 2000   | 2007   | 2017   |
| ------ | ------ | ------ | ------ |
| 26.956 | 26.920 | 21.485 | 22.098 |